# Алкивиадис Малтос
Алкивиадис Малтос (на гръцки: Αλκιβιάδης Μάλτος) е гръцки общественик от XIX – XX век.

## Биография
Алкивиадис Малтос е роден в 1871 година в битолското влашко село Магарево. Учи в гръцката гимназия в Битоля. По-късно работи като лекар в Солун. В 1908 година основава в Солун спортния клуб Ираклис.
Присъединява се към гръцката пропаганда в Македония и става част от Солунската организация, като си сътрудничи с много дейци, между които параходният агент Йоанис Емирис, Атанасиос Вогас, Георгиос Диволис, Евангелос Думас, Аргириос Захос, Теодорос Златанос, Атанасиос Калидопулос, Периклис Хадзилазару, Константинос Малтос, Димитриос Маргаропулос, Димитриос Занас, Маркос Теодоридис, Константинос Папагеоргиу, Георгиос Пендзикис, Георгиос Сохос, Константинос Турнивукас, Панайотис Тремас и Ираклис Ципис.
Женен е за Ифигения Зана-Малто от видната фамилия Занас от влашкото олимпийско село Ливади.